# Otto Dibelius
Friedrich Karl Otto Dibelius (15. května 1880, Berlín – 31. ledna 1967, Západní Berlín) byl německý evangelický biskup. Až do svých 53 let zastával otevřeně protižidovské postoje a podporoval Adolfa Hitlera. Po jeho nástupu k moci se však postavil proti snahám režimu podrobit si církev a začal být spojován s Vyznávající církví, která nacistickou ideologii odmítala.

## Život
Byl příbuzným evangelického teologa Martina Dibelia (1883–1947). V letech 1899 až 1903 Otto studoval na Univerzitě Fridricha Viléma. Poté studoval v Kazatelském semináři ve Wittenbergu.
Po první světové válce se stal jedním z raných podporovatelů Adolfa Hitlera a NSDAP. V roce 1928 psal o „řešení židovského problému“. Byl zastáncem názoru, že imigrace Židů z východní Evropy by měla být zakázána, což pak „překvapivě rychle“ povede k vymření židovských rodin.
Před německými prezidentskými volbami roku 1932, v nichž nakonec vyhrál Paul von Hindenburg, nabádal věřící k volbě Hitlera: „Mezi kandidáty je opět katolík, a to Hitler. Není však kandidátem Římskokatolické církve, spíše vůdcem mohutného národního hnutí, ke kterému náleží miliony protestantů.“ Ještě v den bojkotu židovských obchodů, 1. dubna 1933, Dibelius ujišťoval, že vždycky byl antisemitou.
Když Hitler získal moc, stal se 27. září 1933 nejvyšším představitelem Německé evangelické církve Ludwig Müller. Dibelius jeho vedení odmítl, hovořil o „nacifikovaném křesťanství“ a dal najevo, že se při výkonu duchovní a pastorační služby nepodrobí vládní kontrole. V následujících letech začal být spojován s Vyznávající církví, ke které patřili mj. Martin Niemöller nebo Dietrich Bonhoeffer. V tomto období se také setkal s Kurtem Gersteinem, který se později infiltroval do nacistických struktur, aby je poznal zevnitř a mohl o nich podat zprávy (v srpnu 1937 se Dibelius účastnil jeho svatby).
V březnu 1937 napsal otevřený dopis nacistickému ministru pro církevní záležitosti Hannsu Kerrlovi, ve kterém odmítl propojení státu s církví, situaci, kdy by o obsahu kázání a víře mohl rozhodovat stát se svými donucovacími pravomocemi. Byl postaven před zvláštní soud a obviněn z vlastizrádných útoků na vládu. Nakonec byl osvobozen, Hitler se rozhodl nepodniknout kroky vůči bývalému spojenci. Osvobození Dibelia však rozladilo vůdce Německých křesťanů.
Během války ho Kurt Gerstein informoval o zvěrstvech, ke kterým docházelo v koncentračních táborech. Dibelius však nepodnikl žádné kroky; po válce tvrdil, že si nebyl vědom „všech důsledků“ konečného řešení židovské otázky.
V letech 1954–1961 byl jedním z pěti prezidentů Světové rady církví.